# Cratere Luba
Luba  è un cratere sulla superficie di Marte.